# ماجد القحطانی
ماجد القحطانی (عربی: ماجد القحطاني؛ زادهٔ ۱۳ سپتامبر ۱۹۹۰) یک ورزشکار اهل عربستان سعودی است.